# Flemming Christensen
Flemming Christensen (Koppenhága, 1958. április 10. –) dán válogatott labdarúgó, edző.

## Pályafutása

### Klubcsapatban
Koppenhágában született. Pályafutását az Akademisk BK csapatában kezdte 1978-ban. Két évvel később a Lyngby BK együtteséhez igazolt, ahol szint két szezont játszott. Az 1982–83-as idényt a francia Saint-Étiennél töltötte. 1983-ban visszatért a Lyngbyhez, ahol 1986-is játszott. 1986 és 1988 között a svájci Aarau csapatában játszott. 1988-ban harmadik alkalommal lett a Lyngby játékosa. A Lyngbyvel 1983-ban és 1992-ben dán bajnoki címet szerzett, 1984-ben, 1985-ben és 1990-ben pedig dán kupát nyert.

### A válogatottban
1982 és 1989 között 11 alkalommal szerepelt a dán válogatottban és 2 gólt szerzett. Részt vett az 1986-os világbajnokságon.

### Edzőként
Edzőként kisebb dán csapatoknál dolgozott, melyek a következők voltak: Akademisk BK (2000–01, 2007–10), Slagelse B&I (2003–05), Næstved BK (2005–07), 2011 és 2012 között Feröeren az ÍF Fuglafjørður csapatánál dolgozott. 

## Sikerei, díjai
Lyngby BK
- Dán bajnok (2): 1983, 1991–92
- Dán kupa (3): 1983–84, 1984–85, 1989–90